# Roberto Medellín Ostos
Roberto Medellín Ostos (* 1881 in Tantoyuca/Veracruz; † 1941) war ein mexikanischer Chemieingenieur und Pharmazeut sowie Rektor der Universidad Nacional Autónoma de México (UNAM).

## Biografie
Medellín absolvierte Chemieingenieurwesen an der Escuela Nacional de Medicina bis 1908. Er war Direktor für Technische Ausbildung an der Escuela de Ciencas Químicas der UNAM und dozierte an der UNAM 40 Jahre lang. Er war Professor für Industriematerialien, wurde um 1923 Direktor der Escuela Nacional Preparatoria und 1929 Direktor der Escuela de Ciencas Químicas, 1931 Generalsekretär der UNAM und lehrte ab 1932 an den Fakultäten für Ingenieurwesen, Industrie- und Verwaltungswesen und Veterinärmedizin. In der Amtszeit Bassols als Secretario de Educación Pública wurde er am 12. September 1932 zum Rektor der UNAM ernannt und hatte dieses Amt bis zum 15. Oktober 1933 inne. Medellín war Angehöriger des ersten Beirats des Instituto Politécnico Nacional (IPN) und wurde dort 1937 Leiter.